# Bernard Lonergan
Bernard Joseph Francis Lonergan, CC, S.J. (17 de dezembro de 1904 - 26 de novembro de 1984) foi um jesuíta canadense, economista, teólogo e um dos mais importantes filósofos canadenses do século XX.
Ele é frequentemente associado - ao lado de seus companheiros jesuítas Karl Rahner e Joseph Maréchal - com membro do "tomismo transcendental", ou seja, uma filosofia que tenta combinar o tomismo com certas visões ou métodos comumente associados ao idealismo transcendental de Immanuel Kant. No entanto, Lonergan não considerou esse rótulo particularmente útil para entender suas intenções.
Foi professor na Pontifícia Universidade Gregoriana, no Regis College em Toronto, no Boston College e foi também foi professor em Divindade na Universidade de Harvard. Ele publicou, dentre outras obras, Insight: Um Estudo do Entendimento Humano (1957) e Method in Theology (1972), textos fundadores do que ele chamou de "Método Empírico Generalizado".

## Vida
Lonergan nasceu em Buckingham, no Quebec. Ele entrou para a Companhia de Jesus em 1922 e durante sua vida como jesuíta lecionou filosofia e teologia em Harvard, na Pontifícia Universidade Gregoriana e na Pontifícia Universidade Gregoriana, dentre outras universidades. Suas magnum opus são "Insight: Estudo sobre a compreensão humana", publicado originalmente em 1957 e "Método em Teologia", originalmente publicado em 1972. Lonergan foi nomeado doutor honoris causa pela Universidade Concórdia e recebeu o título de Ordem do Canadá, a mais alta condecoração civil do país.
Após dois anos de estudo, foi indicado para estudar filosofia escolástica no Heythrop College em Londres, em 1926. Lonergan respeitava a competência e honestidade intelectual de seus professores no Heythrop, mas estava profundamente insatisfeito com sua linha de pensamento voltada a filósofo e teólogo da escola de Salamanca, Francisco Suárez. Enquanto estudava em Heythrop, Lonergan teve algumas aulas a mais, tais como matemática e literatura clássica na Universidade de Londres. Em 1930, retornou para o Canada, onde ensinou por três anos na Universidade Loyola, em Montreal.
Em 1933, Lonergan foi mandado para estudar teologia na Pontifícia Universidade Gregoriana em Roma. Foi ordenado Padre da Igreja Católica Apostólica Romana em 1936. Após um ano de formação jesuíta (terceira provação) em Amiens na França, Lonergan retornou para Universidade Gregoriana em 1937 para tentar seu doutorado em teologia. Durante a Segunda Guerra Mundial foi levado de volta ao Canadá em maio de 1940, apenas dois dias antes da defesa de seu doutorado. Ele começou ensinando teologia da Universidade da Imaculada Conceição, a Faculdade Jesuíta de Teologia em Montreal em 1940, assim como no Instituto Thomas More em 1945 a 1946. Devido a guerra, Lonergan não pode defender sua tese de mestrado e receber seu doutorado até uma mesa especial de examinadores da Universidade da Imaculada Conceição reunir-se em Montreal em 23 dezembro de 1946.
A dissertação de doutorado de Lonergan, foi uma pesquisa da teoria da graça operante no pensamento de São Tomás de Aquino. Seu orientador, Charles Boyer, mostrou-lhe uma passagem na Summa Theologiae e sugeriu que as interpretações correntes a respeito do trecho em questão, estavam errados. Um estudo em Santo Tomás de Aquino sobre a graça divina e a liberdade humana, casou perfeitamente em seus interesses de trabalhar uma análise teorética da história. A dissertação foi finalizada em 1940, reescrita e finalmente publicada como uma série de artigo no jornal Theological Studies. Os artigos foram editados em livro por J Patout Burns, em 1972 e ambas as versões, a saber a original e a revisada, foram publicadas em sequência em seus Collected Works as Grace and Freedom: operative grace in the thoght of St. Thomas Aquinas.
Em 1945, Lonergan deu um curso no Instituto Thomas More, em Montreal, que durou até abril de 1946, intitulado, ”Thought and Realit” (Pensamento e Realidade). O sucesso desse curso foi a inspiração por trás de sua decisão de escrever o livro Insight. Enquanto ensinava teologia no Collegium Christi Regis, hoje o Regis College, federado com a Universidade de Toronto, Lonergan escreveu Insight: um estudo do conhecimento humano.
Ensinou teologia no Regis College de 1947 a 1953, e na Universidade Gregoriana de 1953 a 1964. Na Universidade Gregoriana, Lonergan ensinou sobre a Trindade e Cristologia e anos alternados, e produziu diversos livros nesses mesmos tópicos. Em 1964, fez outro retorno às pressas para a América do Norte, dessa vez para tratar de um câncer na garganta. Em 1973, ele publicou o livro Método em Teologia.
Lonergan morreu em 26 de novembro de 1984 na enfermaria jesuíta em Pickering, Ontário.

## O Método Empírico Generalizado
Lonergan estava ciente da necessidade de uma profunda revisão e reconsideração de uma método que poderia acomodar ambos os métodos empíricos e estatísticos das ciências naturais e estudos históricos e hermenêuticos, tarefa à qual dedicou toda a sua vida. Isso o levou a propor repensar em vez de uma textos teoria ou informações, reflexões que constituem um convite pessoal para a autodescoberta contínua e auto-apropriação contínua. Em suas próprias palavras: "O desafio é não só de ler" sua obra Insight "mas descobrir-lo em si mesmo".
O princípio central desta teoria cognitiva é que se atinge o conhecimento pelo processo de experiência, entendimento e juízo. A experiência nos fornece fragmentos soltos de informação. O entendimento capta uma unidade. Mas o conhecimento apenas fica completo com o ato humano de juízo que capta uma realidade como “virtualmente incondicionada”. Esta teoria cognitiva distingue entre ato e conteúdo, unidos por uma relação de intencionalidade. O visto é diferente do ato de ver, o pensado é diferente do ato de pensar, o feito é diferente do ato de fazer.

## Influências
Lonergan apontava Santo Agostinho e o Beato John Henry Newman como suas maiores influências. Os estudos de J. A. Stewart sobre a doutrina das ideias em Platão, foi também de grande importância.
No epílogo de Insight, Lonergan menciona a importância da transformação pessoal causada nele em seu tempo de aprendizado, do pensamento de São Tomás de Aquino. Ele produziu dois estudos exegético sobre São Tomás: Grace and Freedom e Verbum: word and ideia in Aquinas.

## Obras
Em português
- Insight – Um estudo do conhecimento humano. Tradução: Mendo Castro Henriques e Artur Morão. São Paulo, É Realizações: 2010. 728p. ISBN  978-85-88062-87-0
- Método em Teologia. Tradução: Hugo Langone. São Paulo, É Realizações: 2013. ISBN  978-85-8033-058-8

Livros sobre Lonergan
- GIUSTINIANI, Pasquale Bernard Lonergan. São Paulo, Edições Loyola: 2006. ISBN 9788515031957
- Mendo Castro Henriques Bernard Lonergan – uma filosofia para o século XXI. São Paulo, É Realizações: 2010. ISBN 9788588062832
- Mendo Castro Henriques Bernard Lonergan e o Insight São Paulo, É Realizações: 2011. 136p. Inclui 2 DVDs com a reprodução das aulas. ISBN 978-85-8033-008-3